# Jailson Marques Siqueira
Jailson Marques Siqueira (Caçapava do Sul, 7 settembre 1995) è un calciatore brasiliano, centrocampista del Celta Vigo.

## Caratteristiche tecniche
È un mediano. In passato si è ispirato a Casemiro anche se non ha mantenuto i livelli tecnici del connazionale a causa di numerosi infortuni.

## Carriera
Cresciuto nelle giovanili del Grêmio, ha esordito il 19 marzo 2015 con la maglia della Chapecoense in un match di Coppa del Brasile vinto 5-2 contro l'Interporto.

## Statistiche

### Presenze e reti nei club
Statistiche aggiornate al 15 luglio 2019.
| Stagione        | Squadra         | Campionato      | Campionato | Campionato | Coppe nazionali | Coppe nazionali | Coppe nazionali | Coppe continentali | Coppe continentali | Coppe continentali | Altre coppe | Altre coppe | Altre coppe | Totale | Totale | Totale |
| Stagione        | Squadra         | Comp            | Pres       | Reti       | Comp            | Pres            | Reti            | Comp               | Pres               | Reti               | Comp        | Pres        | Reti        | Pres   | Reti   |        |
| --------------- | --------------- | --------------- | ---------- | ---------- | --------------- | --------------- | --------------- | ------------------ | ------------------ | ------------------ | ----------- | ----------- | ----------- | ------ | ------ | ------ |
| 2015            | Chapecoense     | A+CAT           | 0          | 0          | CB              | 1               | 0               |                    | -                  | -                  |             | -           | -           | 1      | 0      |        |
| 2016            | Grêmio          | A+GAU           | 29+2       | 2+0        | CB              | 6               | 0               |                    | -                  | -                  |             | -           | -           | 37     | 2      |        |
| 2017            | Grêmio          | A+GAU           | 18+10      | 0          | CB              | 2               | 0               | CL                 | 11                 | 0                  | PL          | 1           | 0           | 42     | 0      |        |
| 2018            | Grêmio          | A+GAU           | 14+0       | 1+0        | CB              | 0               | 0               | CL                 | 4                  | 1                  | Cmc+RS      | 2+2         | 0           | 22     | 1      |        |
| Totale Gremio   | Totale Gremio   | Totale Gremio   | 71+12      | 3+0        | -               | 8               | 0               | -                  | 15                 | 1                  | -           | 5           | 0           | 111    | 4      |        |
| 2018-2019       | Fenerbahçe      | SL              | 19         | 2          | TK              | 1               | 0               | UEL                | 8                  | 0                  |             | -           | -           | 28     | 2      |        |
| Totale carriera | Totale carriera | Totale carriera | 90+12      | 5          |                 | 10              | 0               |                    | 23                 | 1                  |             | 5           | 0           | 135    | 6      |        |

## Palmarès

### Competizioni statali
- Campionato paulista: 1

Palmeiras: 2022

### Competizioni nazionali
- Coppa del Brasile: 1

Grêmio: 2016
- Supercoppa del Brasile: 1

Palmeiras: 2023
- Campionato brasiliano: 2

Palmeiras: 2022, 2023

### Competizioni internazionali
- Coppa Libertadores: 1

Grêmio: 2017
- Recopa Sudamericana: 2

Grêmio: 2018
Palmeiras 2022